# Індекс бідності
Індекс бідності є показником рівня бідності. Він визначається як відношення середнього показнику бідності серед населення до показника межі бідності. 
Показник розриву бідності  є відношення величини різниці між доходами бідних до межі бідності, виражене в %.  Іншими словами, це індикатор, який показує, на скільки відсотків середні доходи бідних домогосподарств нижче витрат до межі бідності. Індикатор розриву в доходах говорить про глибину бідності. 

## Визначення
Рівень бідності (PQ) – частка населення (домогосподарств), визнаного бідним відповідно до вибраних критеріїв, у загальній його (їх) чисельності: 
{\displaystyle P^{Q}={\frac {Q}{N}},} де Q – загальна кількість населення (домогосподарств), визнаного бідним, N– загальна чисельність населення (домогосподарств) у країні або регіоні.
Рівень бідності варіює в діапазоні від 0 до 1: 0 < PQ ≤ 1; 
PQ = 0 за повної відсутності бідності в країні (регіоні), Q = 0;  PQ = 1, якщо все населення бідує (Q = N).
Рівень крайньої бідності — це частка людей, які живуть за міжнародною межею бідності, що становить 1,90 долара США на день (2019 рік).
Індекс розриву бідності – це середній відсоток від цієї межі бідності. Він виражається у відсотках від межі бідності у країні чи регіоні. 

## Значення
Найпоширенішим методом вимірювання бідності є коефіцієнт населення, що знаходиться за межею бідності, до загальній чисельності населення, який наводиться у відсотках  Наприклад, Міжнародний валютний фонд у 2019 року повідомив, що коефіцієнт бідності в Україні становив 25,36%  населення. 
Індекс розриву бідності дає більш чітке уявлення про глибину бідності. Індекс дозволяє порівняти бідність та також допомагає надати загальну оцінку дій державних політик або приватних ініціатив у подоланні бідності. 

## Розрахунок
Індекс розриву бідності ((PGI) розраховується як 
{\displaystyle {\rm {PGI}}={\frac {1}{N}}\sum _{j=1}^{q}\left({\frac {z-y_{j}}{z}}\right)}
або
{\displaystyle {\rm {PGI}}={\frac {1}{N}}\sum _{j=1}^{N}\left({\frac {(z-y_{j}).1(y_{j}<z)}{z}}\right),} де {\displaystyle N} - це  загальна чисельність населення, {\displaystyle q} - це загальна кількість бідних людей, які живуть на рівні або нижче межі бідності, {\displaystyle z} є межею бідності, а {\displaystyle y_{j}} це дохід особи {\displaystyle j} .
Індекс розриву бідності вимірюється  від 0% до 100%. Іноді він показується як ціле, від 0 до 1. Теоретичне значення нуля означає, що ніхто з населення не перебуває за межею бідності. Теоретичне значення 100% означає, що кожен представник населення має нульовий дохід.
Індекс глибини бідності (P1) визначається як відношення величини середнього дефіциту доходів (витрат, споживання) бідних домогосподарств до межі бідності:
{\displaystyle P_{1}={\frac {a}{Z}}={\frac {Z-W}{Z}}=1-{\frac {W}{Z}}}, де (a) – сума грошових коштів, яких в середньому не вистачає одному бідному/злиденному домогосподарству до визначеної межі бідності, W – рівень доходів бідних домогосподарств, Z – межа бідності. 0 < P1 ≤ Z, P1 = 0, якщо середній рівень доходів, витрат чи споживання бідних домогосподарств збігається з межею бідності, тобто відсутній дефіцит (P1 = 0) і P1 = 1, якщо у бідних домогосподарств повністю відсутні доходи.

## Особливості
Індекс розриву бідності можна інтерпретувати як середній показник доходів населення, на який бідні «відстають»  від межі бідності
Якщо ви помножите індекс розриву бідності країни на межу бідності та загальну кількість людей у країні, ви отримаєте загальну суму грошей, необхідну, щоб уникнути бідність серед населення країни. Наприклад, припустимо, що в країні проживає 10 мільйонів осіб, межа бідності становить 500 доларів США на рік та індекс розриву бідності дорівнює 5%. Тоді середнє збільшення на 25 доларів США на одну особу на рік усуне крайню бідність в країні. Загальний ж приріст, необхідний для ліквідації загальної бідності у країні, становить 250 мільйонів доларів США ( 25 доларів, помножених на 10 мільйонів осіб).
Індекс розриву бідності є важливим показником для визначення показника бідності у відповідній країні чи регіоні, не зважаючи на загальноприйнятий коефіцієнт. Наприклад, два регіони можуть мати однакові показники співвідношення чисельності населення, але чітко різні індекси розриву бідності. Вищий індекс розриву бідності означає, що бідність є більш серйозною у відповідному регіоні.
Індекс розриву бідності є адитивним. Тобто індекс можна використовувати як для сукупного показника бідності, так й вибіркового для різних підгруп населення, наприклад, за регіоном, сектором зайнятості, рівнем освіти, статтю, віком чи етнічною групою.

## Обмеження
Індекс розриву бідності ігнорує ефект нерівності між самими бідними. Він не враховує відмінності у рівні бідності серед бідних. В якості теоретичного прикладу розглянемо два невеликих квартали, де лише два домогосподарства кожне знаходяться нижче офіційної межі бідності в 500 доларів США на рік. Однак в одному домогосподарстві  дохід дорівнює 100 доларів США на рік, а в іншому -  300 доларів США на рік. Індекс розриву бідності для обох домогосподарств однаковий (60%), навіть якщо перше домогосподарство  переживає більш серйозний стан бідності. Тому науковці вважають індекс розриву бідності умовним, неповним у порівнянні з коефіцієнтом бідності. 
Індійський економіст Амартія Сен вважає, що індекс розриву бідності пропонує визначити кількісне покращення стану бідних, але залишається обмеженим на якісному рівні. Зосередження уваги на точному вимірюванні економічної нерівності відволікає увагу від якісних аспектів, таких як здібності, навички та особисті ресурси населення, які можуть допомогти викорінити бідність. Кращим заходом було б зосередитися на можливостях і   споживанні бідних домогосподарств. 

## Індекс розриву бідності за країнами
У наступній таблиці підсумовано індекс розриву бідності для країн, що розвиваються.
| Країна                                    | Рік опитування | Рік опитування | Показник індекса бідності | Інтенсивність депривації, (%) | Населення в умовах тяжкої бідності, (%) | Населення, уразливе до бідності,(%) | Національна межа бідності, (%) | Населення, що живе за межею бідності (ПКЗ,$1,90 на день), (%) | Населення, що живе за межею бідності (ПКЗ,$1,90 на день), (%) |
| Албанія                                   | 2017/2018      | 2017/2018      | 0,003                     | 39,1                          | 0,1                                     | 5,0                                 | 14,3                           | 1,7                                                           | 1,7                                                           |
| Алжир                                     | 2012/2013      | 2012/2013      | 0,008                     | 38,8                          | 0,3                                     | 5,8                                 | 5,5                            | 0,5                                                           | 0,5                                                           |
| Ангола                                    | 2015/2016      | 2015/2016      | 0,282                     | 55,3                          | 32,5                                    | 15,5                                | 36,6                           | 47,6                                                          | 47,6                                                          |
| Афганістан                                | 2015/2016      | 2015/2016      | 0,272                     | 48,6                          | 24,9                                    | 18,1                                | 54,5                           |                                                               |                                                               |
| Бангладеш                                 | 2019           | 2019           | 0,104                     | 42,2                          | 6,5                                     | 18,2                                | 24,3                           | 14,8                                                          | 14,8                                                          |
| Барбадос                                  | 2012           | 2012           | 0,009                     | 34,2                          | 0,0                                     | 0,5                                 | ..                             | ..                                                            | ..                                                            |
| Беліз                                     | 2015/2016      | 2015/2016      | 0,017                     | 39,8                          | 0,6                                     | 8,4                                 | ..                             | ..                                                            | ..                                                            |
| Бенін                                     | 2017/2018      | 2017/2018      | 0,368                     | 55,0                          | 40,9                                    | 14,7                                | 40,1                           | 49,5                                                          | 49,5                                                          |
| Болівія                                   | 2008           | 2008           | 0,094                     | 46,0                          | 7,1                                     | 15,7                                | 34,6                           | 4,5                                                           | 4,5                                                           |
| Боснія і Герцеговина                      | 2011/2012      | 2011/2012      | 0,008                     | 37,9                          | 0,1                                     | 4,1                                 | 16,9                           | 0,1                                                           | 0,1                                                           |
| Ботсвана                                  | 2015/2016      | 2015/2016      | 0,073                     | 42,2                          | 3,5                                     | 19,7                                | 19,3                           | 16,1                                                          | 16,1                                                          |
| Бразилія                                  | 2015           | 2015           | 0,016                     | 42,5                          | 0,9                                     | 6,2                                 | ..                             | 4,4                                                           | 4,4                                                           |
| Буркіна-Фасо                              | 2010           | 2010           | 0,519                     | 61,9                          | 64,8                                    | 7,4                                 | 40,1                           | 43,7                                                          | 43,7                                                          |
| Бурунді                                   | 2016/2017      | 2016/2017      | 0,403                     | 54,3                          | 45,3                                    | 16,3                                | 64,9                           | 71,8                                                          | 71,8                                                          |
| Бутан                                     | 2010           | 2010           | 0,175                     | 46,8                          | 14,7                                    | 17,7                                | 8,2                            | 1,5                                                           | 1,5                                                           |
| В'єтнам                                   | 2013/2014      | 2013/2014      | 0,019                     | 39,5                          | 0,7                                     | 5,6                                 | 6,7                            | 1,9                                                           | 1,9                                                           |
| Вірменія                                  | 2015/2016      | 2015/2016      | 0,001                     | 36,2                          | 0,0                                     | 2,7                                 | 23,5                           | 2,1                                                           | 2,1                                                           |
| Габон                                     | 2012           | 2012           | 0,066                     | 44,3                          | 4,7                                     | 17,5                                | 33,4                           | 3,4                                                           | 3,4                                                           |
| Гаяна                                     | 2014           | 2014           | 0,014                     | 41,8                          | 0,7                                     | 5,8                                 | ..                             | ..                                                            | ..                                                            |
| Гаїті                                     | 2016/2017      | 2016/2017      | 0,200                     | 48,4                          | 18,5                                    | 21,8                                | 58,5                           | 24,2                                                          | 24,2                                                          |
| Гамбія                                    | 2018           | 2018           | 0,204                     | 49,0                          | 18,8                                    | 22,9                                | 48,6                           | 10,1                                                          | 10,1                                                          |
| Гана                                      | 2014           | 2014           | 0,138                     | 45,8                          | 10,4                                    | 22,0                                | 23,4                           | 13,3                                                          | 13,3                                                          |
| Гватемала                                 | 2014/2015      | 2014/2015      | 0,134                     | 46,2                          | 11,2                                    | 21,1                                | 59,3                           | 8,7                                                           | 8,7                                                           |
| Гвінея                                    | 2018           | 2018           | 0,373                     | 56,4                          | 43,5                                    | 16,4                                | 55,2                           | 35,3                                                          | 35,3                                                          |
| Гвінея-Бісау                              | 2014           | 2014           | 0,372                     | 55,3                          | 40,4                                    | 19,2                                | 69,3                           | 67,1                                                          | 67,1                                                          |
| Гондурас                                  | 2011/2012      | 2011/2012      | 0,090                     | 46,4                          | 6,5                                     | 22,3                                | 48,3                           | 16,5                                                          | 16,5                                                          |
| Грузія                                    | 2018           | 2018           | 0,001                     | 36,6                          | 0,0                                     | 2,1                                 | 20,1                           | 4,5                                                           | 4,5                                                           |
| Домініканська республіка                  | 2014           | 2014           | 0,015                     | 38,9                          | 0,5                                     | 5,2                                 | 22,8                           | 0,4                                                           | 0,4                                                           |
| ДР Конго                                  | 2017/2018      | 2017/2018      | 0,331                     | 51,3                          | 36,8                                    | 17,4                                | 63,9                           | 76,6                                                          | 76,6                                                          |
| Еквадор                                   | 2013/2014      | 2013/2014      | 0,018                     | 39,9                          | 0,8                                     | 7,6                                 | 25                             | 3,3                                                           | 3,3                                                           |
| Есватіні                                  | 2014           | 2014           | 0,081                     | 42,3                          | 4,4                                     | 20,9                                | 58,9                           | 28,4                                                          | 28,4                                                          |
| Ефіопія                                   | 2016           | 2016           | 0,489                     | 58,5                          | 61,5                                    | 8,9                                 | 23,5                           | 30,8                                                          | 30,8                                                          |
| Єгипет                                    | 2014           | 2014           | 0,019                     | 37,6                          | 0,6                                     | 6,1                                 | 32,5                           | 3,2                                                           | 3,2                                                           |
| Ємен                                      | 2013           | 2013           | 0,241                     | 50,5                          | 23,9                                    | 22,1                                | 48,6                           | 18,8                                                          | 18,8                                                          |
| Замбія                                    | 2018           | 2018           | 0,232                     | 48,4                          | 21,0                                    | 23,9                                | 54,4                           | 57,5                                                          | 57,5                                                          |
| Зімбабве                                  | 2019           | 2019           | 0,110                     | 42,6                          | 6,8                                     | 26,3                                | 70                             | 33,9                                                          | 33,9                                                          |
| Йорданія                                  | 2017/2018      | 2017/2018      | 0,002                     | 35,4                          | 0,0                                     | 0,7                                 | 14,4                           | 0,1                                                           | 0,1                                                           |
| Індія                                     | 2015/2016      | 2015/2016      | 0,123                     | 43,9                          | 8,8                                     | 19,3                                | 21,9                           | 21,2                                                          | 21,2                                                          |
| Індонезія                                 | 2017           | 2017           | 0,014                     | 38,7                          | 0,4                                     | 4,7                                 | 9,8                            | 4,6                                                           | 4,6                                                           |
| Ірак                                      | 2018           | 2018           | 0,033                     | 37,9                          | 1,3                                     | 5,2                                 | 18,9                           | 2,5                                                           | 2,5                                                           |
| Казахстан                                 | 2015           | 2015           | 0,002                     | 35,6                          | 0,0                                     | 1,8                                 | 2,5                            | 0                                                             | 0                                                             |
| Камбоджа                                  | 2014           | 2014           | 0,170                     | 45,8                          | 13,2                                    | 21,1                                | 17,7                           | ..                                                            | ..                                                            |
| Камерун                                   | 2014           | 2014           | 0,243                     | 53,5                          | 25,6                                    | 17,3                                | 37,5                           | 23,8                                                          | 23,8                                                          |
| Кенія                                     | 2014           | 2014           | 0,178                     | 46,0                          | 13,3                                    | 34,9                                | 36,1                           | 36,8                                                          | 36,8                                                          |
| Киргизстан                                | 2018           | 2018           | 0,001                     | 36,3                          | 0,0                                     | 5,2                                 | 22,4                           | 0,9                                                           | 0,9                                                           |
| Китай                                     | 2014           | 2014           | 0,016                     | 41,4                          | 0,3                                     | 17,4                                | 1,7                            | 0,5                                                           | 0,5                                                           |
| Кірибаті                                  | 2018/2019      | 2018/2019      | 0,080                     | 40,5                          | 3,5                                     | 30,2                                | ..                             | ..                                                            | ..                                                            |
| Колумбія                                  | 2015/2016      | 2015/2016      | 0,020                     | 40,6                          | 0,8                                     | 6,2                                 | 27                             | 4,1                                                           | 4,1                                                           |
| Коморські острови                         | 2012           | 2012           | 0,181                     | 48,5                          | 16,1                                    | 22,3                                | 42,4                           | 17,6                                                          | 17,6                                                          |
| Конго                                     | 2014/2015      | 2014/2015      | 0,112                     | 46,0                          | 9,4                                     | 21,3                                | 40,9                           | 37                                                            | 37                                                            |
| Кот-д'Івуар                               | 2016           | 2016           | 0,236                     | 51,2                          | 24,5                                    | 17,6                                | 46,3                           | 28,2                                                          | 28,2                                                          |
| Куба                                      | 2017           | 2017           | 0,002                     | 36,8                          | 0,0                                     | 1,6                                 | ..                             | ..                                                            | ..                                                            |
| Лаос                                      | 2017           | 0,108          | 0,108                     | 23,1                          | 9,6                                     | 21,2                                | 23,4                           | 23,4                                                          | 22,7                                                          |
| Лесото                                    | 2018           | 2018           | 0,084                     | 43,0                          | 5,0                                     | 28,6                                | 49,7                           | 26,9                                                          | 26,9                                                          |
| Ліберія                                   | 2013           | 2013           | 0,320                     | 50,8                          | 32,1                                    | 21,4                                | 50,9                           | 40,9                                                          | 40,9                                                          |
| Лівія                                     | 2014           | 2014           | 0,007                     | 37,1                          | 0,1                                     | 11,4                                | ..                             | ..                                                            | ..                                                            |
| Мавританія                                | 2015           | 2015           | 0,261                     | 51,5                          | 26,3                                    | 18,6                                | 31                             | 6                                                             | 6                                                             |
| Мадагаскар                                | 2018           | 2018           | 0,384                     | 55,6                          | 45,5                                    | 14,3                                | 70,7                           | 77,6                                                          | 77,6                                                          |
| Північна Македония                        | 2011           | 2011           | 0,010                     | 37,7                          | 0,2                                     | 2,9                                 | 21,9                           | 4,4                                                           | 4,4                                                           |
| Малаві                                    | 2015/2016      | 2015/2016      | 0,243                     | 46,2                          | 18,5                                    | 28,5                                | 51,5                           | 70,3                                                          | 70,3                                                          |
| Малі                                      | 2018           | 2018           | 0,376                     | 55,0                          | 44,7                                    | 15,3                                | 41,1                           | 49,7                                                          | 49,7                                                          |
| Мальдіви                                  | 2016/2017      | 2016/2017      | 0,003                     | 34,4                          | 0,0                                     | 4,8                                 | 8,2                            | 0                                                             | 0                                                             |
| Мароко                                    | 2011           | 2011           | 0,085                     | 45,7                          | 6,5                                     | 13,1                                | 4,8                            | 1                                                             | 1                                                             |
| Мексика                                   | 2016           | 2016           | 0,026                     | 39,0                          | 1,0                                     | 4,7                                 | 41,9                           | 1,7                                                           | 1,7                                                           |
| Мозамбік                                  | 2011           | 2011           | 0,411                     | 56,7                          | 49,1                                    | 13,6                                | 46,1                           | 62,9                                                          | 62,9                                                          |
| Молдова                                   | 2012           | 2012           | 0,004                     | 37,4                          | 0,1                                     | 3,7                                 | 9,6                            | 0                                                             | 0                                                             |
| Монголія                                  | 2018           | 2018           | 0,028                     | 38,8                          | 0,8                                     | 15,5                                | 28,4                           | 0,5                                                           | 0,5                                                           |
| М'янма                                    | 2015/2016      | 2015/2016      | 0,176                     | 45,9                          | 13,8                                    | 21,9                                | 24,8                           | 2                                                             | 2                                                             |
| Намібія                                   | 2013           | 2013           | 0,171                     | 45,1                          | 12,2                                    | 20,3                                | 17,4                           | 13,4                                                          | 13,4                                                          |
| Непал                                     | 2016           | 2016           | 0,148                     | 43,6                          | 11,6                                    | 22,4                                | 25,2                           | 15                                                            | 15                                                            |
| Нігер                                     | 2012           | 2012           | 0,590                     | 65,2                          | 74,8                                    | 5,1                                 | 44,5                           | 44,5                                                          | 44,5                                                          |
| Нігерія                                   | 2018           | 2018           | 0,254                     | 54,8                          | 26,8                                    | 19,2                                | 46                             | 53,5                                                          | 53,5                                                          |
| Нікарагуа                                 | 2011/2012      | 2011/2012      | 0,074                     | 45,2                          | 5,5                                     | 13,2                                | 24,9                           | 3,2                                                           | 3,2                                                           |
| Пакистан                                  | 2017/2018      | 2017/2018      | 0,198                     | 51,7                          | 21,5                                    | 12,9                                | 24,3                           | 3,9                                                           | 3,9                                                           |
| Палестина                                 | 2014           | 2014           | 0,004                     | 37,5                          | 0,1                                     | 5,4                                 | 29,2                           | 1                                                             | 1                                                             |
| Папуа Гвінея                              | 2016/2018      | 2016/2018      | 0,263                     | 46,5                          | 25,8                                    | 25,3                                | 39,9                           | 38                                                            | 38                                                            |
| Парагвай                                  | 2016           | 2016           | 0,019                     | 41,9                          | 1,0                                     | 7,2                                 | 24,2                           | 1,6                                                           | 1,6                                                           |
| Перу                                      | 2018           | 2018           | 0,029                     | 39,6                          | 1,1                                     | 9,6                                 | 20,5                           | 2,6                                                           | 2,6                                                           |
| Південна Африка                           | 2016           | 2016           | 0,025                     | 39,8                          | 0,9                                     | 12,2                                | 55,5                           | 18,9                                                          | 18,9                                                          |
| Південний Судан                           | 2010           | 2010           | 0,580                     | 63,2                          | 74,3                                    | 6,3                                 | 82,3                           | 42,7                                                          | 42,7                                                          |
| Руанда                                    | 2014/2015      | 2014/2015      | 0,259                     | 47,5                          | 22,2                                    | 25,7                                | 38,2                           | 55,5                                                          | 55,5                                                          |
| Сальвадор                                 | 2014           | 2014           | 0,032                     | 41,3                          | 1,7                                     | 9,9                                 | 29,2                           | 1,5                                                           | 1,5                                                           |
| Сан-Томе і Принсіпі                       | 2014           | 2014           | 0,092                     | 41,7                          | 4,4                                     | 19,4                                | 66,2                           | 34,5                                                          | 34,5                                                          |
| Сейшельські острови                       | 2019           | 2019           | 0,003                     | 34,2                          | 0,0                                     | 0,4                                 | 39,3                           | 1,1                                                           | 1,1                                                           |
| Сенегал                                   | 2017           | 2017           | 0,288                     | 54,2                          | 32,8                                    | 16,4                                | 46,7                           | 38                                                            | 38                                                            |
| Сент-Люсія                                | 2012           | 2012           | 0,007                     | 37,5                          | 0,0                                     | 1,6                                 | 25                             | 4,7                                                           | 4,7                                                           |
| Сербія                                    | 2014           | 2014           | 0,001                     | 42,5                          | 0,1                                     | 3,4                                 | 24,3                           | 5,5                                                           | 5,5                                                           |
| Сирія                                     | 2009 P         | 2009 P         | 0,029                     | 38,9                          | 1,2                                     | 7,8                                 | ..                             | ..                                                            | ..                                                            |
| Судан                                     | 2014           | 2014           | 0,279                     | 53,4                          | 30,9                                    | 17,7                                | 46,5                           | 12,7                                                          | 12,7                                                          |
| Суринам                                   | 2018           | 2018           | 0,011                     | 39,4                          | 0,4                                     | 4,0                                 | ..                             | ..                                                            | ..                                                            |
| Східний Тимор                             | 2016           | 2016           | 0,210                     | 45,7                          | 16,3                                    | 26,1                                | 41,8                           | 30,7                                                          | 30,7                                                          |
| Сьєрра-Леоне                              | 2017           | 2017           | 0,297                     | 51,2                          | 30,4                                    | 19,6                                | 52,9                           | 40,1                                                          | 40,1                                                          |
| Таджикистан                               | 2017           | 2017           | 0,029                     | 39,0                          | 0,7                                     | 20,1                                | 27,4                           | 4,8                                                           | 4,8                                                           |
| Таїланд                                   | 2015/2016      | 2015/2016      | 0,003                     | 39,1                          | 0,1                                     | 7,2                                 | 9,9                            | 0                                                             | 0                                                             |
| Танзанія                                  | 2015/2016      | 2015/2016      | 0,273                     | 49,3                          | 25,9                                    | 24,2                                | 26,4                           | 49,1                                                          | 49,1                                                          |
| Того                                      | 2017           | 2017           | 0,180                     | 47,8                          | 15,2                                    | 23,8                                | 55,1                           | 49,8                                                          | 49,8                                                          |
| Тринідад і Тобаго                         | 2011           | 2011           | 0,002                     | 38,0                          | 0,1                                     | 3,7                                 | ..                             | ..                                                            | ..                                                            |
| Туніс                                     | 2018           | 2018           | 0,003                     | 36,5                          | 0,1                                     | 2,4                                 | 15,2                           | 0,2                                                           | 0,2                                                           |
| Туркменістан                              | 2015/2016      | 2015/2016      | 0,001                     | 36,1                          | 0,0                                     | 2,4                                 | ..                             | ..                                                            | ..                                                            |
| Уганда                                    | 2016           | 2016           | 0,269                     | 48,8                          | 24,1                                    | 24,9                                | 21,4                           | 41,7                                                          | 41,7                                                          |
| Україна                                   | 2012           | 2012           | 0,001                     | 34,5                          | 0,0                                     | 0,4                                 | 1,3                            | 0                                                             | 0                                                             |
| Філіппіни                                 | 2017           | 2017           | 0,024                     | 41,8                          | 1,3                                     | 7,3                                 | 21,6                           | 6,1                                                           | 6,1                                                           |
| Центральноафриканська Республіка          | 2010           | 2010           | 0,465                     | 58,6                          | 54,7                                    | 13,1                                | 62                             | 66,3                                                          | 66,3                                                          |
| Чад                                       | 2014/2015      | 2014/2015      | 0,533                     | 62,3                          | 66,1                                    | 9,9                                 | 46,7                           | 38,4                                                          | 38,4                                                          |
| Чорногорія                                | 2018           | 2018           | 0,005                     | 39,6                          | 0,1                                     | 2,9                                 | 23,6                           | 1,7                                                           | 1,7                                                           |
| Шрі-Ланка                                 | 2016           | 2016           | 0,011                     | 38,3                          | 0,3                                     | 14,3                                | 4,1                            | 0,8                                                           | 0,8                                                           |
| Ямайка                                    | 2014           | 2014           | 0,018                     | 38,7                          | 0,8                                     | 6,4                                 | 19,9                           | ..                                                            | ..                                                            |
| Країни що розвиваються                    | —              | —              | 0,108                     | 49,0                          | 9,8                                     | 15,2                                | 20,7                           | 14,7                                                          | 14,7                                                          |
|                                           |                |                |                           |                               |                                         |                                     |                                |                                                               |                                                               |
| Регіони                                   |                |                |                           |                               |                                         |                                     |                                |                                                               |                                                               |
| Арабські держави                          | —              | —              | 0,077                     | 48,5                          | 7,0                                     | 9,4                                 | 26,0                           | 4,9                                                           | 4,9                                                           |
| Східна Азія та Тихий океан                | —              | —              | 0,023                     | 42,5                          | 1,0                                     | 14,6                                | 5,3                            | 1,7                                                           | 1,7                                                           |
| Європи та Центральної Азії                | —              | —              | 0,004                     | 38,1                          | 0,1                                     | 3,4                                 | 11,6                           | 0,8                                                           | 0,8                                                           |
| Латинської Америки та Карибського басейну | —              | —              | 0,031                     | 43,0                          | 1,9                                     | 7,4                                 | 35,9                           | 4,2                                                           | 4,2                                                           |
| Південна Азія                             | —              | —              | 0,132                     | 45,2                          | 10,3                                    | 18,4                                | 22,9                           | 18,2                                                          | 18,2                                                          |
| Африка (на південь від Сахари)            | —              | —              | 0,299                     | 54,3                          | 32,9                                    | 17,9                                | 43,4                           | 45,7                                                          | 45,7                                                          |

## Дивись також
- Коефіцієнт Джині
- Вимірювання рівня бідності
- Всесвітній індекс щастя
- Індекс людського розвитку
- Індекс освіти